# William Gilbert Puckey

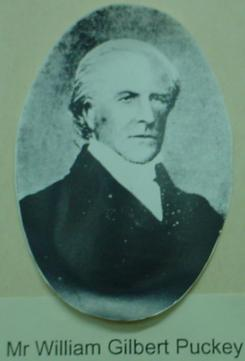
Porträt von Puckey

William Gilbert Puckey (* 5. Mai 1805 in Penryn in Cornwall; † 27. März 1878 in Kaitaia) war ein Missionar in Neuseeland.

## Leben
Seine Eltern waren William Puckey und seine Frau Margery (geb. Gilbert). Am 5. Juni 1805 wurde Puckey in Penryn getauft. Er verließ England mit seinen Eltern, die Laienmissionare der Church Missionary Society (CMS) waren und bereits an anderen Orten wie Tahiti und Australien tätig gewesen waren. Diese, wie auch William und seine Schwester Elizabeth, die später Gilbert Mair heiraten wird, trafen 1819 während einer der Besuche von Samuel Marsden in Neuseeland ein. William war damals 14 Jahre alt.
Er erlernte rasch die Sprache der Māori fließend zu beherrschen, was es ihm ermöglichte, bereits in jungen Jahren Freundschaften mit einflussreichen Māori zu pflegen. Er baute feste Beziehungen und ein Verständnis für die Māori der Region Northland auf. Nur wenige andere „Pākehā“ konnten damals gut mit den Māori kommunizieren.
Sein Vater war Schreiner und beide Eltern scheinen christliche Werte mit einem Verständnis für fremde Kulturen vereinigt zu haben.
Der Missionar J. G. Butler verzeichnet in seinem Tagebuch am Samstag, dem 6. Januar 1821 einen durch Puckey verursachtes Buschfeuer, bei dem nur mit großer Mühe größerer Schaden an Kornfeldern verhindert wurde:

Looking after the stores in the morning; in the afternoon we were much alarmed by fire. One of the carpenters’ sons, named Wm. Puckey, a boy of about fourteen years of age, set fire to the fern, which had like to have burned our standing wheat, the day being windy and the fern high. The fire raged with great fury, so that, with the assistance of a great many natives, we had great difficulty in saving the corn, and putting it out. Mr. F. Hall had some barley burned, but not much.

Am 11. Oktober 1831 heiratete Puckey in Te Waimate seine Frau Mathilda Davis, dies war das erste europäische Paar, das in Neuseeland heiratete.
Über Puckey gibt es andere Geschichten, die seine Beziehungen mit den Māori formten. Eines Tages soll Puckey hinzugekommen sein, als Māori einen Māori-Jungen in einen reißenden Fluss werfen wollten. Puckey schlug ihnen vor, ihnen den Jungen abzukaufen und eilte in die Missionsstation, um Geld zu holen. Als er zurückkehrte, hatte man den Jungen jedoch bereits in den Fluss geworfen. Puckey rettete ihn aus dem Wasser. Der Junge schloss sich Puckeys Haushalt an und soll für ihn für den Rest seines Lebens erhebliche Bewunderung und Respekt gezeigt haben.
Puckey soll auch Neuseelands erstes Fahrzeug zum Strandsegeln gebaut haben und mit ihm den Ninety-Mile Beach entlang gesegelt und Teile des Distrikts Far North District erkundet haben.

## Einfluss auf Northland
Puckley hatte zu Lebzeiten großen Einfluss auf die Region Northland. Er war beschäftigte sich mit den verschiedensten Dingen und war sowohl ein begabter Baumeister als auch Linguist, der Teile der Bibel korrekt in die Sprache der Māori übertrug. Einen großen Teil seiner Zeit verwendete er darauf, Teile der Bibel in die Sprache der Māori zu übersetzen und er knüpfte neue Beziehungen nicht nur zwischen sich selbst und den Einheimischen, sondern auch zwischen ihnen und anderen Missionaren. Māori, die im Sinne der christlichen Missionierung „gerettet“ wurden, lebten oft in der Missionsstation und halfen, andere Māori zu konvertieren. So trug Puckey zur Missionierung der Gemeinden der Ngāpuhi bei.
Puckey galt als Mann von großer Integrität. Er unterhielt starke Beziehungen zur Kirche mit dem Ziel die Māori zum Christentum zu konvertieren und das Evangelium zu übersetzen, so dass sie es verstehen könnten.
Auch in hohem Alter, als er bereits bettlägerig und schwerhörig war, war er stets bereit, seine Weisheit mit einem jungen Māori, der vorbeikam, zu teilen. Er genoss daher den Respekt der Häuptlinge der Ngāpuhi, wie Paerata und Pana-kareao. Als Puckey’s Tochter Hongi Heke beleidigte, indem sie seiner Tochter nach einem Streit sagte, dass sein Kopf (der ein Tapu darstellte), abgeschnitten würde, wurde eine Gruppe von Kriegern der Māori ausgeschickt, um die Niederlassung von Puckey zu überfallen. Das einzige, was seine Familie wahrscheinlich rettete, war vielleicht der große Respekt (oder Mana), den Puckey aufgrund seines Lebenswerkes in Northland unter den Māori genoss.
Andererseits ist auch ein Bericht überliefert, dass Puckey auf einer seiner Reisen zum North Cape über Bord fiel und von einem der Māori-Konvertiten gerettet wurde.
William Puckey hinterließ ein Erbe, das Kaitaia und Northland bereicherte. Als begabter Baumeister, Zimmermann und Architekt wurden unter seiner Leitung viele der ursprünglichen Gebäude und Straßen von Kaitaia errichtet. Einige seiner Werkzeuge werden im Far North Museum ausgestellt. Zu seinen Nachfahren gehört der neuseeländische Gesundheitsminister Pete Hodgson. William Gilbert Puckey wurde in der St. Saviours Church in Kaitaia begraben. Seine Frau Mathilda starb am 15. Juli 1884 in Thames.
William und Mathilda hatten mehrere Kinder:
- William George Puckey (1836–1917), er heiratete 1885 Margaret Hunt und hatte sechs Kinder.
- Margita Jane Puckey (1844–1930)
- Caroline Elizabeth Puckey (1842–1849)
- Frederick P Puckey (1847–1848)
- Charles Iselton Puckey (1848–1934), dieser heiratete am 14. Mai 1873 Doris Sophia Subritzky und hatte 9 Kinder.